# 54式122毫米榴弹炮
54式122毫米榴弹炮是中华人民共和国于1954年制造的一款师属122毫米牵引火炮，1954年定型装备部队。该炮根据苏联M－1938式122毫米榴弹炮仿制而成，为解放军炮兵装备的第一代国产火炮。

## 历史
1949年中华人民共和国成立初期，解放军炮兵装备有美制、日制、德制、法制、和苏制等各式火炮，其中大部分从对手手中缴获而来，口径37至105毫米之间，种类繁杂，出产国众多，有万国兵器博物馆之称。这些火炮不但装备陈旧，性能落后，而且由于种类不一，给后勤部门造成极大困扰。
1950年中国人民志愿军入朝参战后，志愿军火炮匮乏，为前线部队加强火力成为军方高层所直接关心的重大问题。为此，中国军方紧急从苏联采购了一批苏制武器以解燃眉之急，同时根据中苏双方达成的采购协议，苏方将武器的全套技术转让给中方，同时允许中方自行生产和制造，并派出专家进行技术指导，于是仿制苏联武器的计划被提上了议程。
1952年5月21日，中央军委拟定了关于「兵工问题的决议」，决定利用苏联提供的武器图纸自行制造15种陆战武器，苏制M-1938型122毫米榴弹炮位列其中，制造任务由127兵工厂承担。
1953年127厂按照苏联提供的图纸进在苏联专家指导下行试制生产，于1954年制造出第一批产品，并成功通过验收，正式命名为1954年式122毫米榴弹炮，54式榴弹炮定型后迅速列装解放军，以取代战争时期缴获的各种老式火炮，使用解放CA-30汽车牵引载具，成为解放军师属主力榴弹炮。

## 改进型号
54式122毫米榴弹炮在大规模列装后，厂家根据军方反馈的意见对54式榴弹炮进行了数十项改进。改进后的火炮性能大大提高，1966年正式命名为54-1式。但受文革影响质量很不稳定，被迫重新返厂，直到1981年才列装部队，并逐步取代老54式122毫米榴弹炮。

## 衍生型号
1969年北方工业将54式榴弹炮与63式装甲车底盘相结合，制成70式自行榴弹炮，主要用于伴随机械化部队行动，为装甲部队提供火力支援。